# Lepidozona allynsmithi
Lepidozona allynsmithi is een keverslakkensoort uit de familie van de Ischnochitonidae. De wetenschappelijke naam van de soort is voor het eerst geldig gepubliceerd in 1974 door Ferreira.